# Мортен Бруун
Мортен Бруун (дан. Morten Bruun, нар. 28 червня 1965, Обенро) — данський футболіст, що грав на позиції захисника, півзахисника. По завершенні ігрової кар'єри — футбольний тренер.
Виступав за клуб «Сількеборг», а також національну збірну Данії.
Чемпіон Данії. Володар Кубка Інтертото. Володар Кубка Данії. У складі збірної — чемпіон Європи.

## Клубна кар'єра
У дорослому футболі дебютував 1988 року виступами за команду клубу «Сількеборг», кольори якої і захищав протягом усієї своєї кар'єри гравця, що тривала чотирнадцять років. Більшість часу, проведеного у складі «Сількеборга», був основним гравцем команди. За цей час виборов титул чемпіона Данії, ставав володарем Кубка Інтертото.

## Виступи за збірну
У 1990 році дебютував в офіційних матчах у складі національної збірної Данії. Протягом кар'єри у національній команді, яка тривала усього 3 роки, провів у формі головної команди країни 11 матчів.
У складі збірної був учасником чемпіонату Європи 1992 року у Швеції, здобувши того року титул континентального чемпіона.

## Кар'єра тренера
Розпочав тренерську кар'єру відразу ж по завершенні кар'єри гравця, 2001 року, очоливши тренерський штаб клубу «Сількеборг».
Наразі останнім місцем тренерської роботи був клуб «Сендер'юск», головним тренером команди якого Мортен Бруун був до 2006 року.

## Титули і досягнення
- Чемпіон Данії (1):

«Сількеборг»: 1993-1994
- Володар Кубка Інтертото (1):

«Сількеборг»: 1996
- Володар Кубка Данії (1):

«Сількеборг»: 2000-2001
- Чемпіон Європи (1): 1992